# Cor Vink
Cornelis Jacob Vink (Christchurch, ...) è un aracnologo ed entomologo neozelandese.

## Biografia
Nato nella cittadina di Christchurch, si è laureato in scienze naturali all'Università di Canterbury (in Nuova Zelanda) nel 1990, ha conseguito il master in scienze naturali nel 1995 alla Lincoln University, nell'omonima città inglese.
Il suo campo di studi principale è la sistematica e la tassonomia del ragni, in modo particolare dell'aracnofauna neozelandese. I suoi lavori vertono su molte famiglie di ragni: Lycosidae, Oxyopidae, Araneidae, Theridiidae, ecc. Si è occupato anche dell'ecologia dei ragni ed ha al suo attivo anche alcune pubblicazioni sugli imenotteri, sui collemboli, sugli opilioni e sugli scarabei.
Dal 2013 è curatore del dipartimento di Storia naturale del Museo di Canterbury e presidente della New Zealand Entomological Society ed ha all'attivo circa 80 pubblicazioni (di cui oltre 55 sulla tassonomia ed ecologia dei ragni).

## Taxa descritti
1. Backobourkia Framenau, Dupérré, Blackledge & Vink, 2010, genere di ragni della famiglia Araneidae
2. Notocosa Vink, 2002, genere di ragni della famiglia Lycosidae
3. Anoteropsis alpina Vink, 2002, ragno appartenente alla famiglia Lycosidae
4. Cambridgea decorata Blest & Vink, 2000, ragno appartenente alla famiglia Stiphidiidae
5. Haplinis alticola Blest & Vink, 2002, ragno appartenente alla famiglia Linyphiidae
6. Laetesia paragermana Blest & Vink, 2003, ragno appartenente alla famiglia Linyphiidae
7. Novafroneta nova Blest & Vink, 2003, ragno appartenente alla famiglia Linyphiidae
8. Parafroneta hirsuta Blest & Vink, 2003, ragno appartenente alla famiglia Linyphiidae
9. Periegops keani Vink, Dupérré & Malumbres-Olarte, 2013, ragno appartenente alla famiglia Periegopidae
10. Prominoglenes minuta Blest & Vink, 2002, ragno appartenente alla famiglia Linyphiidae
11. Venatrix australiensis Framenau & Vink, 2001, ragno appartenente alla famiglia Lycosidae

## Taxa denominati in suo onore
1. Agyneta vinki Dupérré, 2013, specie di ragni della famiglia Linyphiidae
2. Taliniella vinki (Forster, 1959), specie di ragni della famiglia Micropholcommatidae

## Opere e pubblicazioni
Di seguito l'elenco delle principali pubblicazioni aracnologiche al 2016:
- Vink, C.J. & Sirvid, P.J., 1998 - The Oxyopidae (lynx spiders) of New Zealand. New Zealand Entomologist vol.21, pp. 1–9. PDF
- Blest, A.D. & Vink, C.J., 2000 - New Zealand spiders: Stiphidiidae. Records of the Canterbury Museum vol.13 (Suppl.), pp. 1–27. PDF
- Sirvid, P.J. & Vink, C.J., 2000 - New synonymies and a new combination for A. T. Urquhart araneid species (Araneae: Araneidae: Araneinae). Records of the Canterbury Museum vol.14, pp. 49–50. PDF
- Vink, C.J. & Sirvid, P.J., 2000 - New synonymy between Oxyopes gracilipes (White) and Oxyopes mundulus L. Koch (Oxyopidae: Araneae). Memoirs of the Queensland Museum vol.45, pp. 637–640. PDF
- Framenau, V.W. & Vink, C.J., 2001 - Revision of the wolf spider genus Venatrix Roewer (Araneae: Lycosidae). Invertebrate Taxonomy vol.15, pp. 927–970. PDF
- Vink, C.J., 2001 - A revision of the genus Allotrochosina Roewer (Araneae: Lycosidae). Invertebrate Taxonomy vol.15, pp. 461–466. PDF
- Blest, A.D. & Vink, C.J., 2002 - New Zealand spiders: Linyphiidae, Mynogleninae. Records of the Canterbury Museum vol.16 (Suppl.), pp. 1–31. PDF
- Vink, C.J., 2002 - Lycosidae (Arachnida: Araneae). Fauna of New Zealand vol.44, pp. 1–94. PDF
- Vink, C.J., Mitchell, A.D. & Paterson, A.M., 2002 - A preliminary molecular analysis of phylogenetic relationships of Australasian wolf spider genera (Araneae, Lycosidae). Journal of Arachnology vol.30, pp. 227–237. PDF
- Blest, A.D. & Vink, C.J., 2003 - New Zealand spiders: Linyphiidae, Mynogleninae, Linyphiinae. Records of the Canterbury Museum vol.17 (Suppl.), pp. 1–30. PDF
- Paquin, P., Vink, C.J., Dupérré, N., Sirvid, P.J. & Court, D.J., 2008d - Nomina dubia and faunistic issues with New Zealand spiders (Araneae). Insecta Mundi vol.46, pp. 1–6. PDF
- Vink, C.J., Sirvid, P.J., Malumbres-Olarte, J., Griffiths, J.W., Paquin, P. & Paterson, A.M., 2008 - Species status and conservation issues of New Zealand's endemic Latrodectus spider species (Araneae: Theridiidae). Invertebrate Systematics vol.22, pp. 589–604. PDF
- Vink, C.J., Dupérré, N., Paquin, P., Fitzgerald, B.M. & Sirvid, P.J., 2009 - The cosmopolitan spider Cryptachaea blattea (Urquhart 1886) (Araneae: Theridiidae): Redescription, including COI sequence, and new synonymy. Zootaxa n.2133, pp. 55–63. PDF
- Framenau, V.W., Dupérré, N., Blackledge, T.A. & Vink, C.J., 2010 - Systematics of the new Australasian orb-weaving spider genus Backobourkia (Araneae: Araneidae: Araneinae). Arthropod Systematics & Phylogeny vol.68, pp. 79–111. PDF
- Paquin, P., Vink, C.J. & Dupérré, N., 2010 - Spiders of New Zealand: Annotated Family Key & Species List. Manaaki Whenua Press, Lincoln, New Zealand, vii+ 118 pp. PDF
- Vink, C.J. & Dupérré, N., 2010 - Pisauridae (Arachnida: Araneae). Fauna of New Zealand vol.64, pp. 1–60. PDF
- Vink, C.J. & Dupérré, N., 2011 - Nesticus eremita (Araneae: Nesticidae): redescription of a potentially invasive European spider found in New Zealand. Journal of Arachnology vol.39, pp. 511–514. PDF
- Vink, C.J., Dupérré, N. & McQuillan, B.N., 2011 - The black-headed jumping spider, Trite planiceps Simon, 1899 (Araneae: Salticidae): redescription including cytochrome c oxidase subunit 1 and paralogous 28S sequences. New Zealand Journal of Zoology vol.38, pp. 317–331. PDF
- Vink, C.J., Fitzgerald, B.M., Sirvid, P.J. & Dupérré, N., 2011 - Reuniting males and females: redescriptions of Nuisiana arboris (Marples 1959) and Cambridgea reinga Forster & Wilton 1973 (Araneae: Desidae, Stiphidiidae). Zootaxa n.2739, pp. 41–50. PDF
- Malumbres-Olarte, J. & Vink, C.J., 2012 - Redescription of Clubiona blesti Forster, 1979 (Araneae: Clubionidae) with a preliminary molecular phylogeny of New Zealand Clubiona. Zootaxa n.3277, pp. 27–42. PDF
- Smith, H.M., Vink, C.J., Fitzgerald, B.M. & Sirvid, P.J., 2012 - Redescription and generic placement of the spider Cryptachaea gigantipes (Keyserling, 1890) (Araneae: Theridiidae) and notes on related synanthropic species in Australasia. Zootaxa n.3507, pp. 38–56. PDF
- Vink, C.J., Dupérré, N. & Malumbres-Olarte, J., 2013 - Periegopidae (Arachnida: Araneae). Fauna of New Zealand vol.70, pp. 1–35. PDF
- Vink, C.J., 2014 - The type specimen of Argiope leucopicta Urquhart, 1890 (Araneae: Araneidae). Records of the Canterbury Museum vol.28, pp. 61–63. PDF